# بیمارستان باپتیست (نشویل)
بیمارستان باپتیست (به انگلیسی: Baptist Hospital (Nashville)) بیمارستانی خصوصی در شهر نشویل کشور ایالات متحده آمریکا است که در سال ۱۹۱۸ میلادی ساخته شده و دارای ۶۸۳ تخت است.